# Ugol'nye Kopi
Ugol'nye Kopi (in russo Угольные Копи?) è un insediamento di tipo urbano situato nell'Anadyrskij rajon del Circondario autonomo di Čukotka, nell'estremo oriente russo.
Si trova sulla costa del golfo dell'Anadyr' (mare di Bering), di fronte alla città di Anadyr'.